# Dino Dana
Dino Dana es una serie de televisión infantil canadiense-estadounidense, creada por J. J. Johnson y protagonizada por Michela Luci como Dana Jain y emitido por TVOKids y Amazon Prime Video en servicio streaming online, En Latinoamérica es emitido por Nat Geo Kids desde el 2018 hasta 2022. También emitido por Disney Channel desde el 2 de agosto de 2021. Es un spin-off de Dino Dan que estreno en el canal Discovery Kids y la continuación de Dino Dan: las aventuras de Trek.

## Argumento
Dino Dana trata sobre una niña de nueve años llamada Dana Jain que tiene la intención de realizar "Dino Experimentos" que le enseñen más sobre dinosaurio, pterosaurio, prehistórico reptil marino  y mamífero prehistórico. Otros personajes incluyen a Saara, la hermana mayor de Dana; Ava, la madre de Dana y Saara; Raj, su padre; y Gloria, la abuela materna de Dana y en algunos episodios aparece Dan y Trek (Personajes de Dino Dan). En el primer episodio de la tercera temporada, The Dino and the Egg, Ava da a luz a un bebé, llamado Dexter.

## Emisión
El 7 de octubre de 2017, en TVOKids, se publicaron por primera vez clips cortos introductorios de "Dino Dana".  Dino Dana  se estrenó el 22 de septiembre de 2018 en los Estados Unidos y TVOKids en Canadá.

## Reparto
- Michela Luci como Dana Jain
- Saara Chaudry como Saara Jain
- Amish Patel como Papá (Raj Jain)
- Nicola Correia-Damude como Mamá (Ava Jain)
- Bill Cobbs como Señor Hendrickson
- Laaibah Alvi como Young Saara
- Anna Cathcart como Robyn
- Jason Spevack como Dan Henderson
- Millie Davis como Riley

## Episodios

### Temporada 1
- 01 La Guía Práctica de Dinosaurios
- 02 Dinonadadores / El Juego del Microraptor y el Ratón
- 03 Toda la Dino Familia / Serpientes y Dinosaurios
- 04 Dino con Plumas / Hablando como Dino Bebé
- 05 Dino Doctor / Se mi Dinobebé
- 06 Dino Defensora / Dino Días de Verano
- 07 Llamado a todos los Plesiosaurios / El rey de la pista de baile
- 08 Buscadores de Fósiles / Dino Tren de Rescate
- 09 Megadiente / Dinos Juegan a quemados
- 10 Atrapa a este incisivosaurus / Dinovistas
- 11 me encanta la historia / Dinomita
- 12 Enfrenta tu miedosaurios / La Manada se hace oír
- 13 Dinocupido / Perdido y a salvo

### Temporada 2
La Segunda Temporada fue grabada en 4k y teléfonos iPhone.
- 1 Amor colmilludo - Parte 1 / colmillos de amor - Parte 2
- 2 Dino rivalidad / Dino patinador
- 3 Dinosaurio en el pasillo / Dino traje
- 4 Domesticando al Smilodon / Dino manualidades
- 5 Un Dinosaurio nunca olvida / La garra y el orden
- 6 Conexión de reptiles / Tres dinosaurios y un bebe
- 7 Montar a dinosaurio / Dinosaurio nocturno
- 8 TBA / TBA
- 9 Rápido y feroz / TBA
- 10 Dino ladrones / TBA
- 11 TBA / TBA
- 12 TBA / TBA
- 13 TBA / TBA

## Emisiones Internacionales
- /: TVOKids (22 de septiembre de 2018 – 26 de diciembre de 20
- : Nat Geo Kids/Disney Channel
- : Once Niñas y Niños[1]